# Astragalus chrysomallus
Astragalus chrysomallus är en ärtväxtart som beskrevs av Aleksandr Andrejevitj Bunge. Astragalus chrysomallus ingår i släktet vedlar, och familjen ärtväxter. Inga underarter finns listade i Catalogue of Life.